# 테오도어 슈텔처
테오도어 슈텔처(독일어: Theodor Steltzer, 1885년 12월 17일~1967년 10월 27일)는 독일의 정치인이다. 반나치 레지스탕스 단체였던 크라이사우어의 회원이었으며 독일 패전 후 첫 슐레스비히홀슈타인 주총리를 지냈다. 정치적으로는 기민련 소속이다.